# 康旭平
康旭平（1966年12月—），男，江苏镇江人，中国政治人物。2023年开始担任国务院研究室副主任、国务院总理办公室主任。

## 生平
曾任中共江苏省委办公厅副主任，中共江苏省委副秘书长、省委研究室主任，中共上海市委副秘书长、市委研究室主任等职。2022年12月，当选上海市第十六届人民代表大会代表。2023年3月31日，调任国务院研究室副主任。2023年5月15日，以国务院总理办公室主任的身份参加会见厄立特里亚总统。
他是李强主政江苏和上海时期的“笔杆子”。他曾以“东方亮”为笔名，在中共中央办公厅秘书局主管的《秘书工作》杂志上发表过一组专栏文章。